# زنجرگان پرمو
زنجرگان پرمو (نام علمی: Tettigarctidae) نام یک تیره از بالاخانواده زنجره‌واران است.